# Xameçadim Maomé ibne Maomé ibne Ali Juveini
Xameçadim Maomé ibne Maomé Ali Juveini (em persa: شمس الدین بن محمد بن محمد بن محمد بن جوینی; romaniz.: Xams al-Din Muhammad ibn Muhammad Ali Juvayni) era um estadista persa e membro da família Juveini. Serviu como tesoureiro (mustaufi) dos xás da Corásmia Maomé II (r. 1200–1220) e seu filho Jalaladim Mingueburnu (r. 1220–1231). Teve ao menos um filho chamado Badim Maomé Juveini, cujos filhos Ata Maleque Juveini e Xameçadim Maomé ibne Maomé Juveini se tornariam figuras influentes nos primeiros tempos do Ilcanato dos mongóis.